# Paschalis Baylon

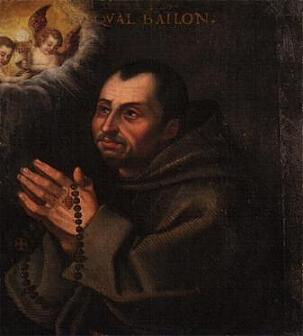
Paschalis Baylon

Paschalis Baylon (spanisch: Pascual Baylón; * 16. Mai 1540 in Torrehermosa, Spanien; † 17. Mai 1592 im Kloster Villarreal bei Valencia) war ein Laienbruder im Franziskanerorden und ist ein Heiliger der römisch-katholischen Kirche.

## Leben
Paschalis Baylon musste schon im Kindesalter bei einem Gutsherrn als Hirte arbeiten, um zum Unterhalt seiner Familie beizutragen. Er brachte sich selbst das Lesen und Schreiben bei.
Mit siebzehn Jahren lernte Paschalis den Franziskanerorden kennen und war von der Spiritualität der Gemeinschaft sofort begeistert. Er kündigte die Stellung bei seinem Gutsherrn und bewarb sich um die Aufnahme in den Orden. Nach einer mehrjährigen Probezeit wurde er 1564 als Laienbruder im Kloster Monforte aufgenommen. Paschalis zeichnete sich durch tiefe Demut, große Opferbereitschaft und eine tiefe Liebe zu den Menschen aus. Er arbeitete in verschiedenen Klöstern seines Ordens und widmete sich mit besonderer Hingabe der stillen Anbetung in der Klosterkirche. Er starb am 17. Mai 1592 im Kloster Villarreal bei Valencia. An seinem Grab sollen sich in der Folgezeit zahlreiche Wunder ereignet haben. Paschalis Baylon wurde im Jahre 1690 heiliggesprochen. Papst Leo XIII. bestimmte ihn im Jahre 1897 zum Patron aller eucharistischen Vereine und Bruderschaften. Darüber hinaus wird Paschalis Baylon auch von den Hirten und Köchen als Patron verehrt. Die Reliquien des Heiligen wurden 1936 während des spanischen Bürgerkrieges verbrannt.

## Darstellung
Die meisten Darstellungen zeigen Paschalis Baylon als Franziskanerbruder während der eucharistischen Anbetung. Als Attribute sind ihm oftmals ein Hirtenstab und eine Gartenschaufel beigegeben. Die berühmteste Darstellung des Heiligen Paschalis Baylon schuf Giovanni Battista Tiepolo für das Kloster Aranjuez.
In der Kirche San Francesco della Vigna in Venedig ist ein Altar dem Heiligen gewidmet. Im Altar steht die Holzstatue des Heiligen vom Grödner Bildhauer Marchiò Molziner.